# 精界寺
精界寺（せいかいじ）は、愛知県碧南市住吉町1-39にある真宗大谷派の寺院。山号は道場山。本尊は阿弥陀如来。

## 歴史

### 創建

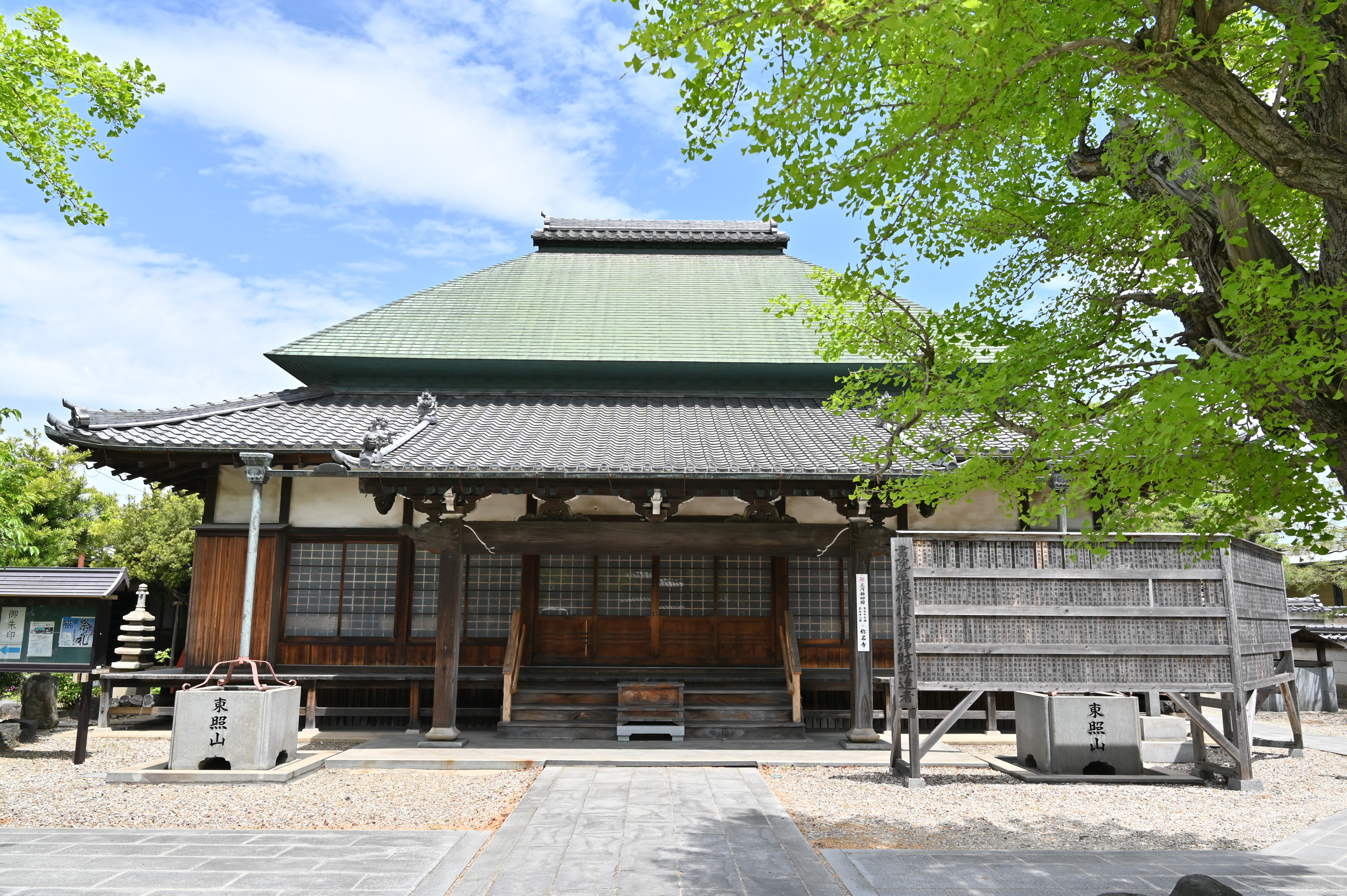
称名寺

大永元年（1521年）、碧海郡大浜村の称名寺の其阿上人の弟子である佐々木源華上人は、道場山の海岸に木像仏一体が漂着したため、道場を建立して宝樹山清海寺とした。その後は7代に渡って称名寺の隠居寺であった。

### 浄土真宗への改宗
8代利慶上人は現在地に移転し、旧所在地を山号として道場山精界寺と称した。宗祖御影裏書銘によると、時宗から浄土真宗への改宗は貞享3年（1686年）3月である。利慶上人は中興の祖とされる。

### 江戸時代
宝暦年間（1751年～1764年）、文人画家の池大雅が三河国を訪れた際に、精界寺に立ち寄って山号額を揮毫した。

### 近現代
1878年（明治11年）には本堂が再建された。

## 境内

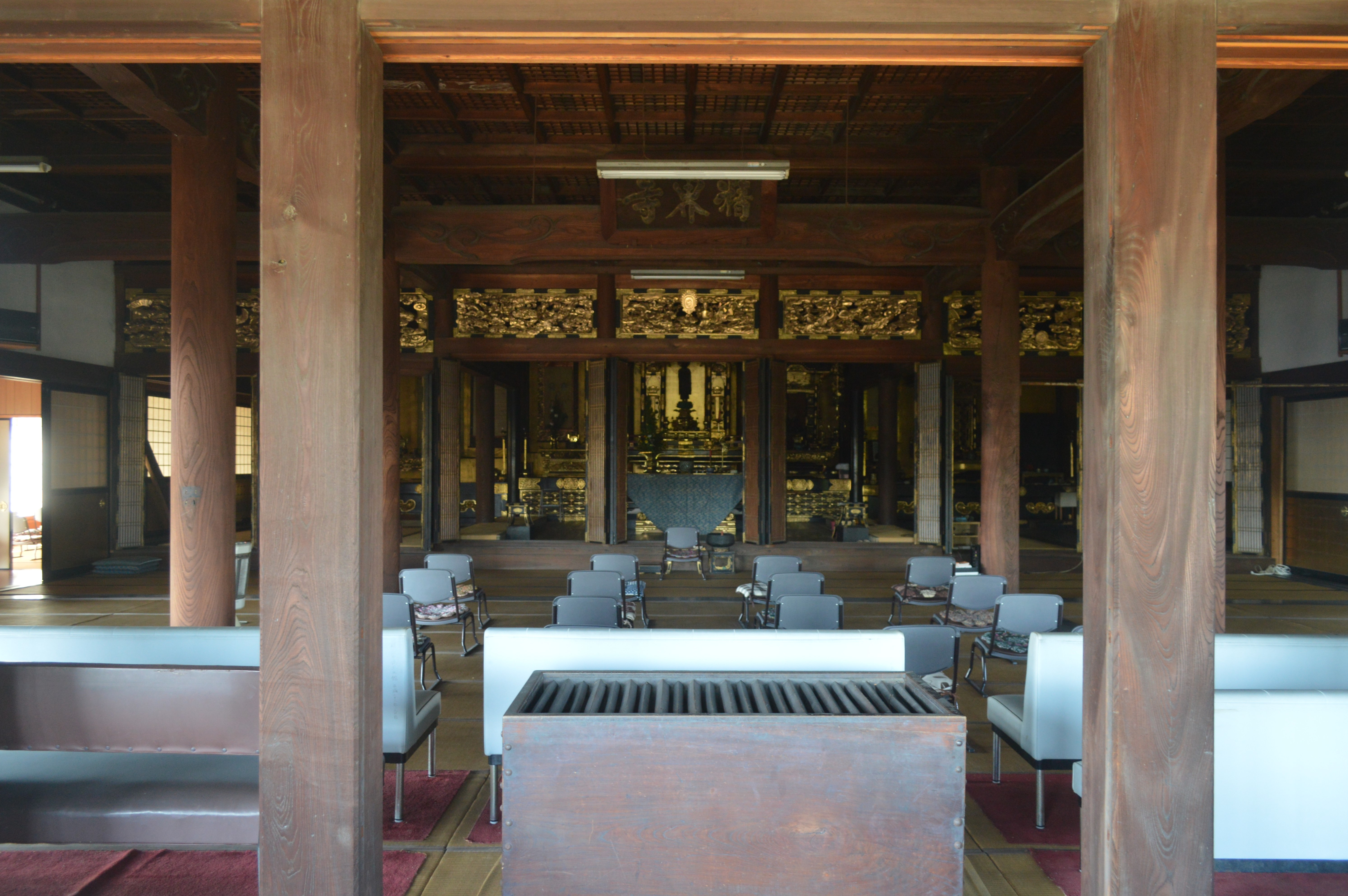
本堂内部

- 本堂 - 間口8間、奥行7間[3]。1878年（明治11年）再建[3]。
- 書院
- 庫裏 - 間口12間、奥行7間半[3]。
- 鐘楼 - 1間4尺四面[3]。

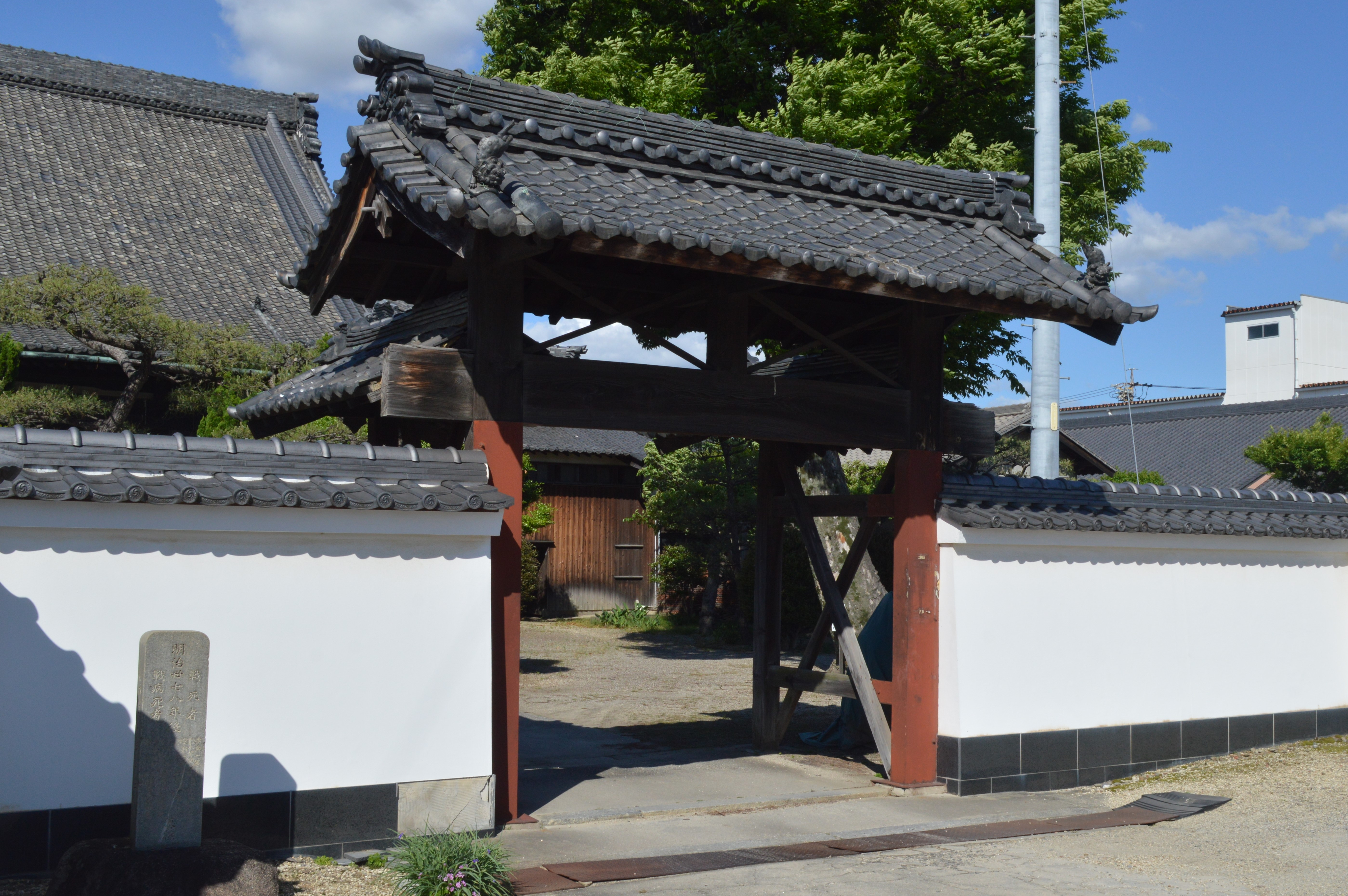
山門
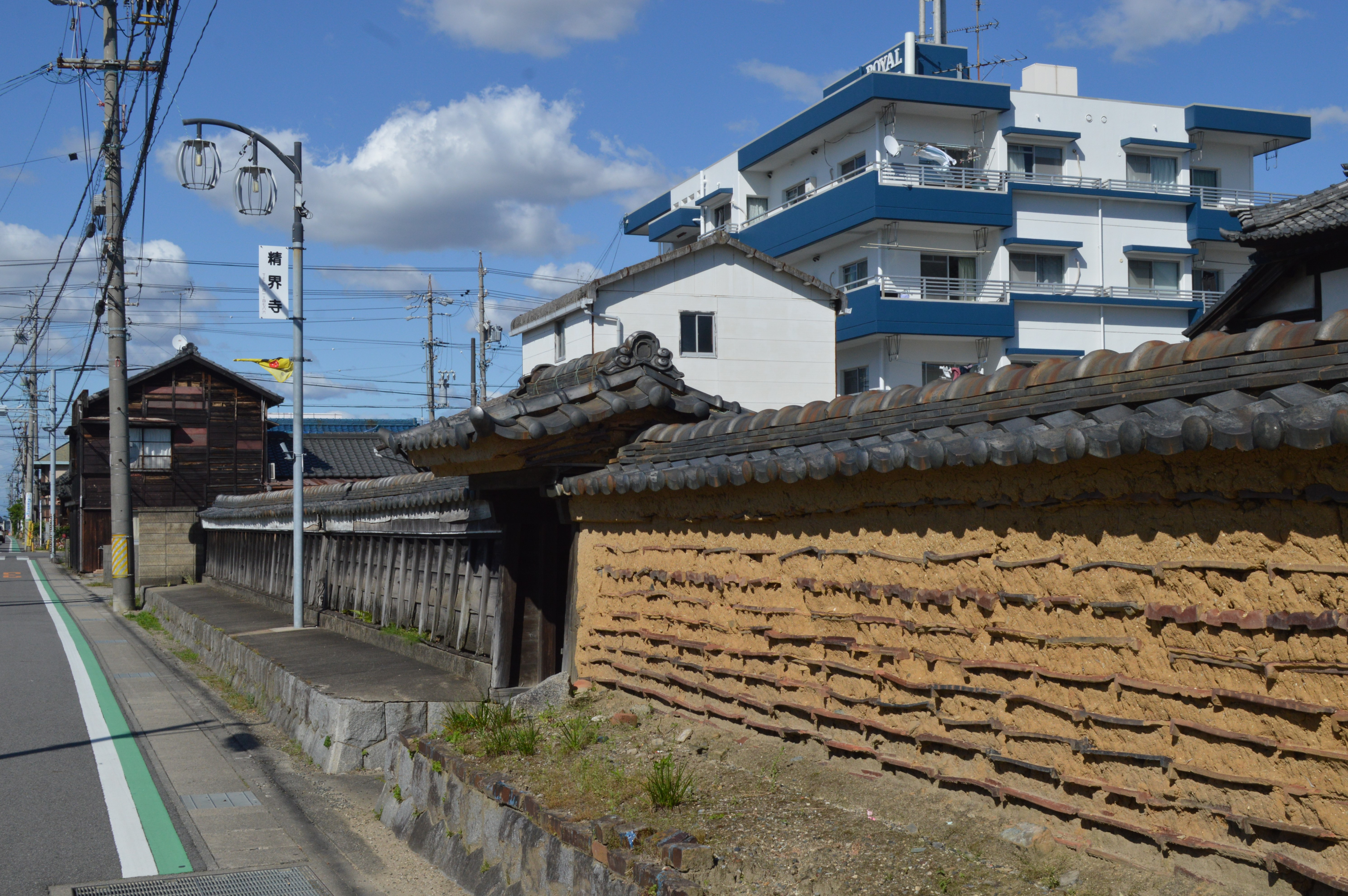
「遊行上人歌碑」
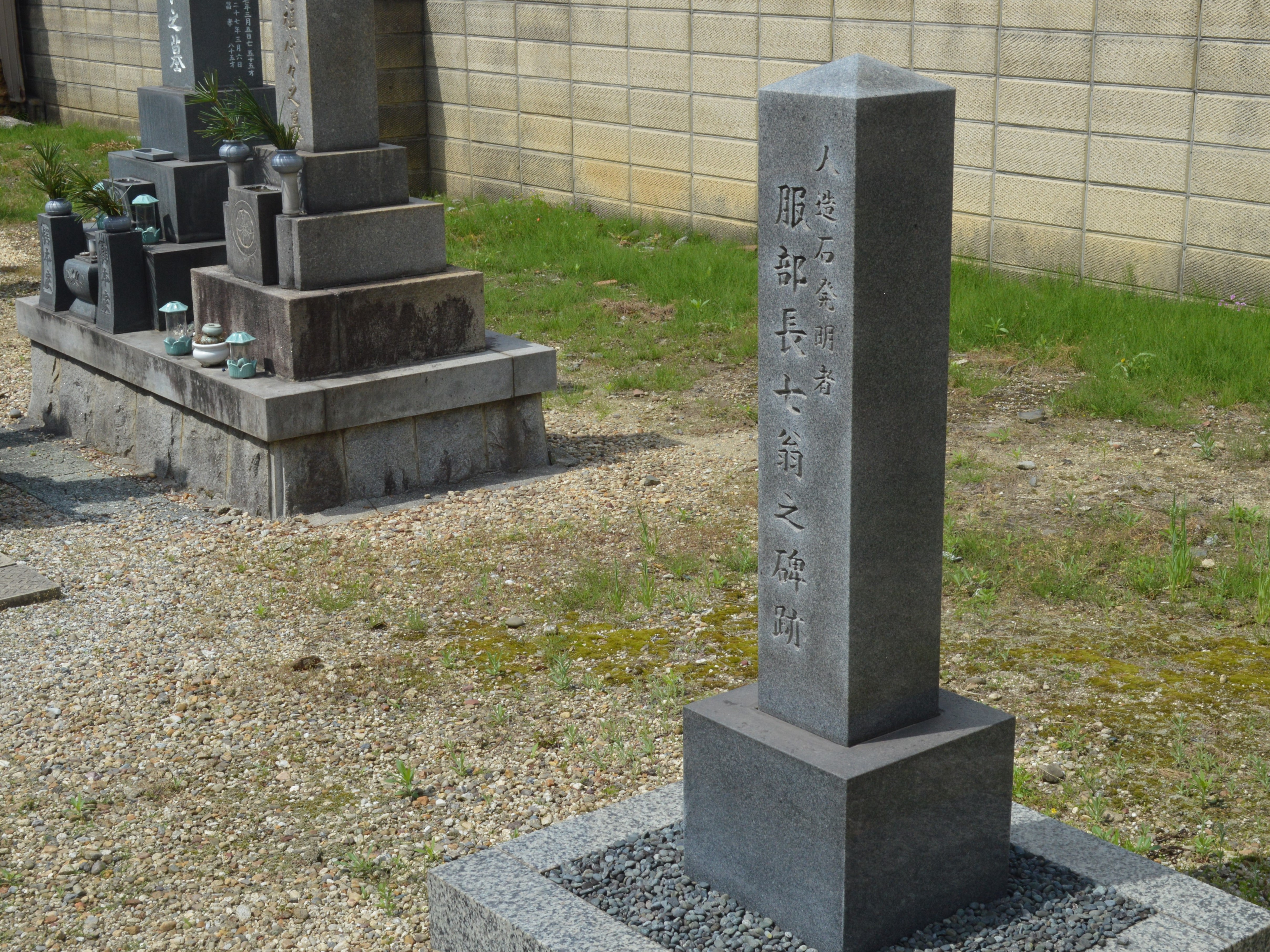
「角谷安兵衛碑」[1] - 3代目角谷安兵衛は三州瓦製造や土管製造などに従事した実業家であり、北大浜村初代村長や新川長商工会長などを歴任した。新川神社には服部長七や岡本兵松とともに祀られている。
- 「服部長七翁之碑跡碑」 - 1920年（大正9年）2月、精界寺墓地に人造石を発明した服部長七の顕彰碑が建立された[5]。損傷が著しかったことから、2010年（平成22年）9月には新川神社の改修に合わせて新川神社境内に移設され、精界寺の跡地には跡地碑が建立された[5]。
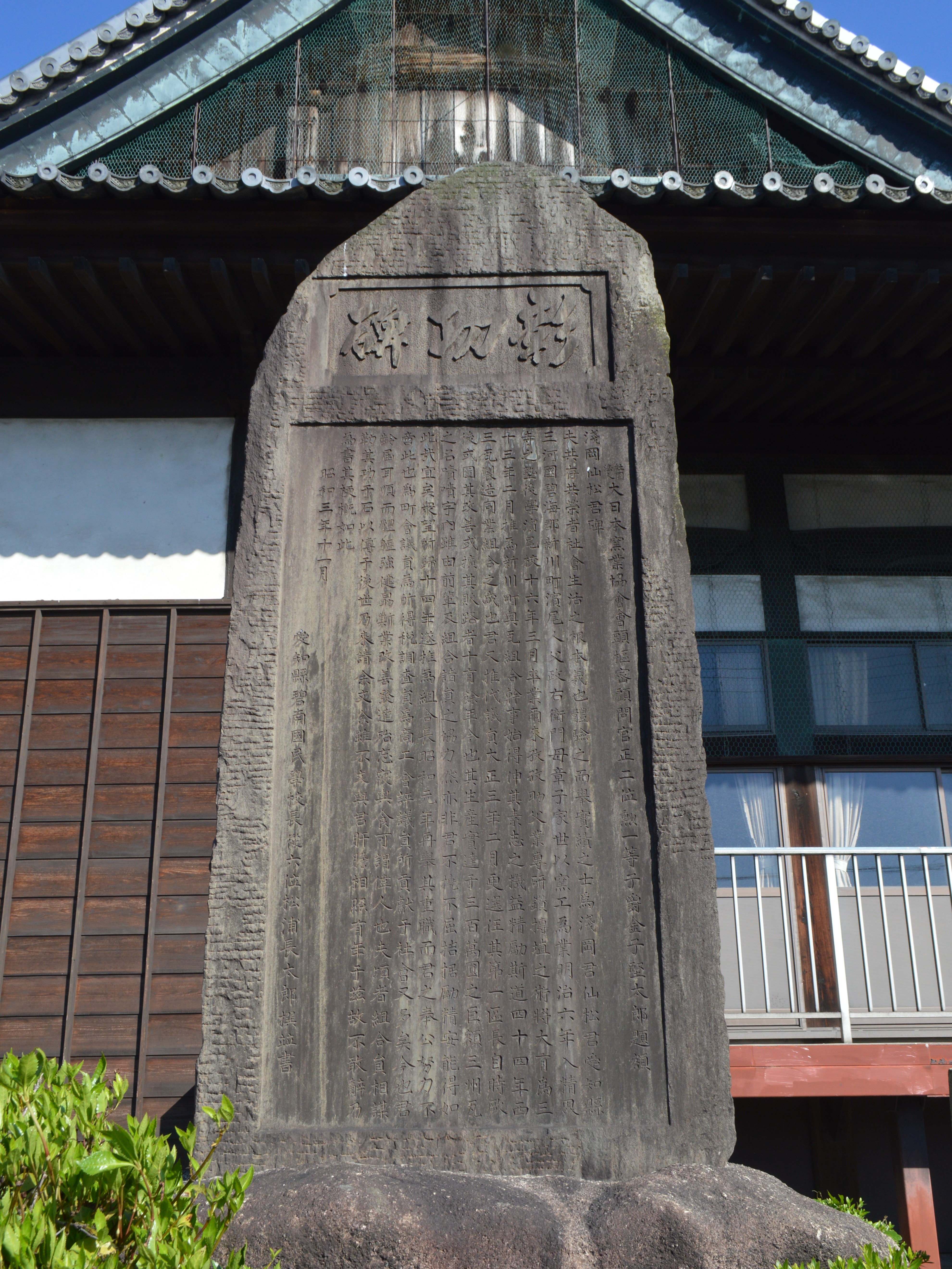
「浅岡仙松彰功碑」[1] - 1928年（昭和3年）11月に建立された[6]。浅岡仙松は碧海郡新川町浜尾に生まれ、家業の瓦製造に従事した後、新川町会議員や新川町長などを歴任した[6]。題額は社団法人大日本窯業協会会頭や枢密顧問官を務めた金子堅太郎[6]。

- 山門
- 築塀
- 「服部長七翁之碑跡碑」
- 「浅岡仙松彰功碑」

## 現地情報
所在地
- 447-0815 愛知県碧南市住吉町1-39

アクセス
- 名鉄三河線北新川駅から徒歩約10分[1]